# Монастырь Аура
Монастырь Аура (нем. Kloster Aura) — бывший бенедиктинский монастырь, располагавшийся на территории баварской общины Аура-ан-дер-Зале и относившийся к епархии Вюрцбурга. Монастырь был основан в 1108 году епископом Оттоном I с целью укрепления власти Бамберга в регионе и освящён в честь Святых Лаврентия и Георгия. В 1809 году, в ходе секуляризации в Баварии, монастырь был разделен на восемь частей и продан.